# نجوزي أوكونجو إيويالا
نجوزي أوكونجو إيويالا (بالإيجبو: Ngozi Okonjo-Iweala) (من مواليد 13 يونيو 1954) هي اقتصادية نيجيرية أمريكية وخبيرة في التنمية الدولية. وهي عضو في مجالس إدارة بنك ستاندرد تشارترد وتويتر والتحالف العالمي للقاحات والتحصين وقدرة المخاطر الأفريقية (ARC). في 15 فبراير 2021، تم تعيينها مديرة عامة لمنظمة التجارة العالمية. ستبدأ ولايتها في 1 مارس 2021، عندها سوف تصبح أول امرأة وأول أفريقية تتولى هذا المنصب.
في السابق، أمضت نجوزي 25 عامًا من العمل في البنك الدولي كخبير اقتصادي في مجال التنمية، وتم رفع رتبها إلى منصب المدير الإداري للعمليات (2007-2011). كما شغلت فترتين كوزيرة لمالية نيجيريا (2003-2006، 2011-2015) في عهد الرئيس أولوسيغون أوباسانجو والرئيس جودلاك جوناثان على التوالي. حيث كانت أول امرأة تشغل منصب وزيرة المالية في البلاد، وأول امرأة شغلت هذا المنصب مرتين، ووزيرة المالية الوحيدة التي عملت في ظل رئيسين مختلفين.

## النشأة والتعليم
ولدت نجوزي في اوغواشي أوكوو [الإنجليزية]، ولاية الدلتا، ونيجيريا، حيث كان والدها الأستاذ تشوكووكا أوكونجو (بالإيجبو: Chukwuka Okonjo) من عائلة أوباهاي الملكية لأوغواشي أوكوو.
تلقت نجوزي تعليمها في مدرسة سانت آن، إينوغو، ومدرسة ايبادان الدولية، إبادان. وصلت إلى الولايات المتحدة في عام 1973 عندما كانت مراهقة للدراسة في جامعة هارفارد، وتخرجت بامتياز مع بكالوريوس في الاقتصاد عام 1976. في عام 1981، حصلت على درجة الدكتوراه في الاقتصاد الإقليمي والتنمية من معهد ماساتشوستس للتكنولوجيا بأطروحة بعنوان سياسة الائتمان، والأسواق المالية الريفية، والتنمية الزراعية في نيجيريا (بالإنجليزية: Credit policy, rural financial markets, and Nigeria's agricultural development). حصلت على زمالة دولية من الرابطة الأمريكية للجامعيات (AAUW)، والتي دعمت دراسات الدكتوراه.

## الحياة الشخصية
تزوجت نجوزي من إيكيمبا إويالا (بالإنجليزية: Ikemba Iweala)، جراح أعصاب من اومواهیا، ولاية أبيا، نيجيريا. لديهما أربعة أطفال، من بينهم الكاتبة أوزودينما إيويالا.
خلال حملتها لتصبح المدير العام القادم لمنظمة التجارة العالمية، تم الكشف عن أن نجوزي أصبحت مواطنة أمريكية في عام 2019 بعد أن أمضت عدة عقود في العمل والدراسة هناك. نظرًا للتوترات التجارية المستمرة بين الصين والولايات المتحدة، علق المحللون على أن الكشف سيكون عاملاً مساهماً في تشكيل موقف الصين تجاهها.

## الحياة المهنية

### العمل في البنك الدولي
عملت نجوزي لمدة 25 عامًا في البنك الدولي في واشنطن كخبير اقتصادي في مجال التنمية، وتم ترقيتها كمدير عام. بصفتها العضو المنتدب، كانت مسؤولة عن الإشراف على حافظة عمليات البنك الدولي البالغة 81 مليار دولار في إفريقيا وجنوب آسيا وأوروبا وآسيا الوسطى. قادت نجوزي العديد من مبادرات البنك الدولي لمساعدة البلدان منخفضة الدخل خلال الأزمات الغذائية في الفترة 2008-2009، وبعد ذلك خلال الأزمة المالية. وفي عام 2010، كانت رئيسة تجديد موارد المؤسسة الدولية للتنمية، وهي الحملة الناجحة للبنك الدولي لجمع 49.3 مليار دولار من المنح والائتمانات ذات الفائدة المنخفضة لأفقر البلدان في العالم. وخلال فترة وجودها في البنك الدولي، كانت أيضا عضوا في لجنة التعاون الإنمائي الفعال مع أفريقيا، التي أنشئت من قبل رئيس الوزراء الدنمارك اندرس فوغ راسموسن، والتي عقدت اجتماعات بين أبريل وأكتوبر 2008.

### العمل في الحكومات
شغلت نجوزي منصب وزيرة المالية النيجيرية مرتين وكذلك وزيرة الخارجية. كانت أول امرأة تشغل كلا المنصبين. خلال فترة ولايتها الأولى كوزيرة للمالية في ظل إدارة الرئيس أولوسيغون أوباسانجو، قادت المفاوضات مع نادي باريس التي أدت إلى إلغاء 30 مليار دولار من ديون نيجيريا، بما في ذلك الإلغاء التام لمبلغ 18 مليار دولار أمريكي. في عام 2003 قادت الجهود المبذولة لتحسين إدارة الاقتصاد الكلي في نيجيريا بما في ذلك تنفيذ قاعدة مالية قائمة على أسعار النفط حيث تم توفير الإيرادات المتراكمة فوق سعر النفط المرجعي في حساب خاص، «حساب النفط الخام الزائد» والذي ساعد على الحد من تقلبات الاقتصاد الكلي.
وقدمت أيضًا ممارسة نشر المخصصات المالية الشهرية لكل ولاية من الحكومة الفيدرالية لنيجيريا في الصحف. لقد قطع هذا الإجراء شوطا طويلا في زيادة الشفافية في الحكم. بدعم من البنك الدولي وصندوق النقد الدولي للحكومة النيجيرية، ساعدت نجوزي في بناء منصة إلكترونية للإدارة المالية " نظام الإدارة المالية والمعلومات الحكومية المتكامل (GIFMIS)"، بما في ذلك الحساب الفردي للخزانة (TSA) والنظام المتكامل لمراقبة الرواتب ومعلومات الموظفين (IPPIS)، مما ساعد على الحد من الفساد في هذه العملية. اعتبارًا من 31 ديسمبر 2014، قضت منصة IPPIS على 62893 عاملاً وَهْمِيًّا من النظام ووفرت للحكومة حوالي 1.25 مليار دولار في هذه العملية.
كما لعبت نجوزي دورًا أَسَاسِيًّا في مساعدة نيجيريا في الحصول على أول تصنيف ائتماني سيادي (-BB) من وكالة فيتش وستاندرد آند بورز في عام 2006.
بعد ولايتها الأولى كوزيرة للمالية، عملت لمدة شهرين كوزيرة للخارجية في عام 2006. عادت إلى البنك الدولي كعضو منتدب في ديسمبر 2007.
في عام 2011، أعيد تعيين نجوزي وزيرة للمالية في نيجيريا مع حقيبة موسعة للوزير المنسق للاقتصاد من قبل الرئيس جودلاك جوناثان. تضمن إرثها تعزيز الأنظمة المالية العامة في البلاد وتحفيز قطاع الإسكان من خلال إنشاء مؤسسة إعادة تمويل الرهن العقاري .(NMRC) كما قامت بتمكين النساء والشباب من خلال برنامج تزايد الفتيات والنساء في نيجيريا (GWIN)؛ وإنشاء نظام موازنة يراعي النوع الاجتماعي وبرنامج مؤسسة الشباب والابتكار (YouWIN) الذي نال استحسانًا كبيرًا؛ لدعم رواد الأعمال، مما خلق آلاف الوظائف. كجزء من إدارة غودلاك جوناثان، كما تلقت تهديدات بالقتل وتم اختطاف والدتها.
تم تقييم هذا البرنامج من قبل البنك الدولي باعتباره أحد أكثر البرامج فعالية من نوعها على مستوى العالم. تحت قيادتها، أجرى المكتب الوطني للإحصاء عملية إعادة تأسيس للناتج المحلي الإجمالي، وهي الأولى منذ 24 عامًا، والتي شهدت بروز نيجيريا كأكبر اقتصاد في إفريقيا. كما تعرضت للكثير من الانتقادات بسبب سياسة الحكومة لإلغاء دعم الوقود، وهو إجراء أدى إلى احتجاجات في يناير 2012 في مايو 2016، ألغت الإدارة الجديدة في نهاية المطاف دعم الوقود بعد أن اتضح أنه غير مستدام وغير فعال.

بالإضافة إلى دورها في الحكومة، عملت نجوزي في لجنة النمو (2006-2009)، بقيادة مايكل سبنس الحائز على جائزة نوبل، وفريق الأمين العام للأمم المتحدة رفيع المستوى المعني بخطة التنمية لما بعد عام 2015 (2012-2013). كما شاركت في رئاسة الشراكة العالمية من أجل تعاون إنمائي فعال. في عام 2012، وكانت مرشحة لمنصب رئيس البنك الدولي، وترشحت ضد رئيس كلية دارتموث جيم يونغ كيم. لو انتخبت، لكانت أول رئيسة للمنظمة.

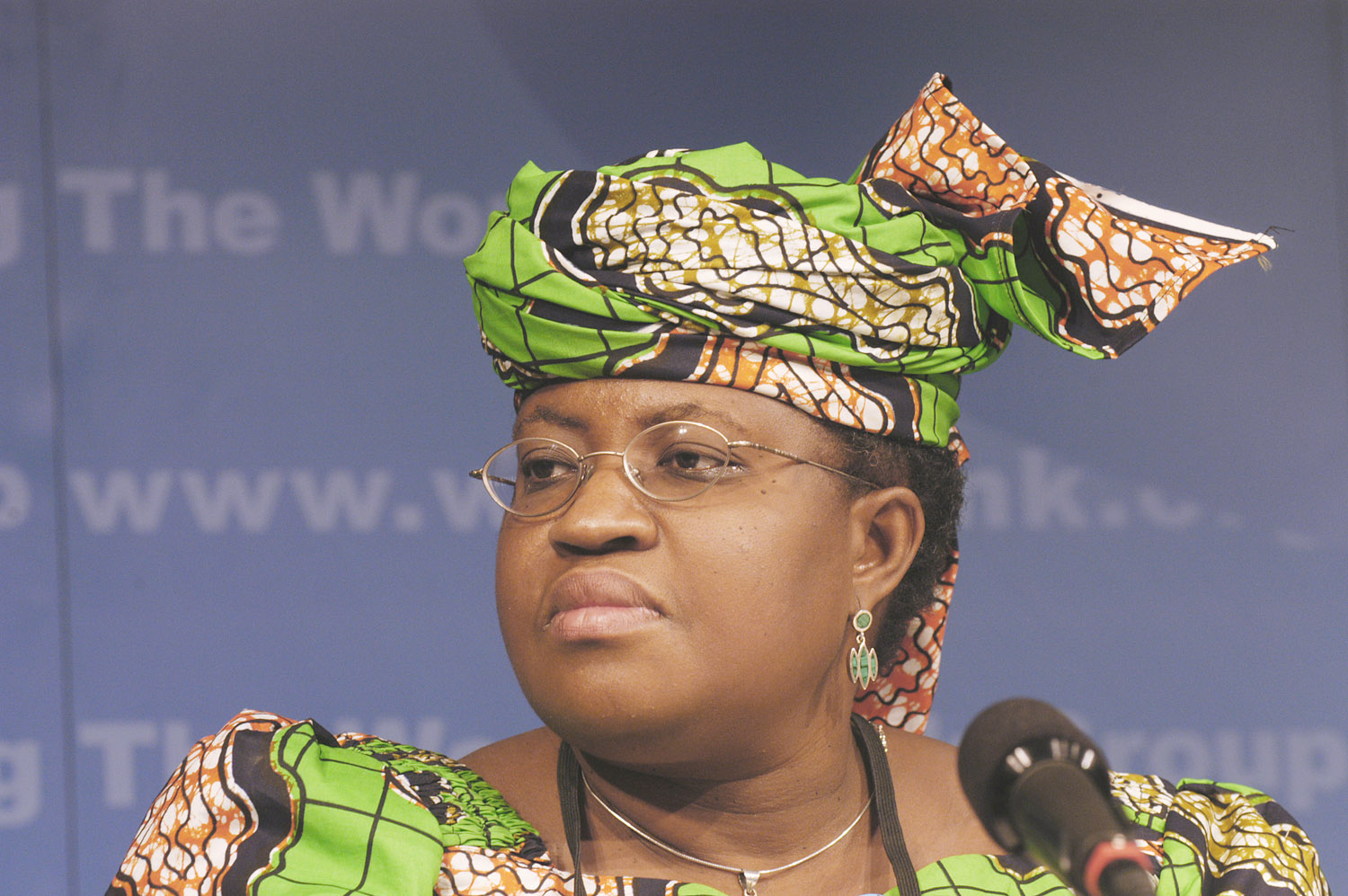
نجوزي أوكونجو إيويالا، في اجتماعات ربيع عام 2004 لصندوق النقد الدولي ومجموعة البنك الدولي

### الأعمال اللاحقة
بعد تركها للحكومة، كانت نجوزي أيضًا عضوًا في اللجنة الدولية لتمويل فرص التعليم العالمية (2015-2016)، برئاسة جوردون براون، ومجموعة الشخصيات البارزة المعنية بالحوكمة المالية العالمية، التي أنشأها وزراء مالية مجموعة العشرين ومحافظو البنوك المركزية (2017-2018). منذ عام 2014، شاركت في رئاسة اللجنة العالمية للاقتصاد والمناخ مع نيكولاس ستيرن وبول بولمان. في يناير 2016، تم تعيينها الرئيسة المنتخبة لمجلس التحالف العالمي للقاحات والتحصين.
منذ عام 2019، أصبحت نجوزي جزءًا من لجنة اليونسكو الدولية لمستقبل التعليم، برئاسة سهلورق زودي. منذ عام 2019 أيضًا، كانت تعمل أيضًا في المجلس رفيع المستوى للقيادة والإدارة من أجل تطوير شراكة إدارة Aspen للصحة (AMP Health). في عام 2020، عينتها كريستالينا جورجيفا ، المديرة العامة لصندوق النقد الدولي، في مجموعة استشارية خارجية لتقديم مدخلات بشأن تحديات السياسة. وفي عام 2020 أيضًا، تم تعيينها من قبل الاتحاد الأفريقي (AU) كمبعوث خاص لطلب الدعم الدولي لمساعدة القارة على التعامل مع التأثير الاقتصادي جائحة فيروس كورونا 2019.
في يونيو 2020، رشح الرئيس النيجيري محمد بخاري نجوزي كمرشح للبلاد لمنصب المدير العام لمنظمة التجارة العالمية (WTO). تقدمت لاحقًا إلى الجولة الأخيرة من الانتخابات، وتنافست في النهاية مع يو ميونغ هي. قبل التصويت، حصلت على دعم الاتحاد الأوروبي لترشيحها. في أكتوبر 2020، أشارت حكومة الولايات المتحدة إلى أنها لن تدعم ترشيح نجوزي. قالت منظمة التجارة العالمية في تقريرها الرسمي إن نجوزي «حظيت بوضوح بأكبر دعم من الأعضاء في الجولة النهائية؛ وتمتعت بدعم واسع من الأعضاء من جميع مستويات التنمية ومن جميع المناطق الجغرافية وقد فعلت ذلك طوال العملية» في 5 فبراير 2021، أعلنت يو ميونغ هي انسحابها من السباق «بالتشاور الوثيق مع الولايات المتحدة». وبحسب بيان صادر عن الممثل التجاري للولايات المتحدة، فإن «الولايات المتحدة تحيط علما بقرار اليوم الذي اتخذه وزير التجارة في جمهورية كوريا يو ميونغ هي بسحب ترشيحها لمنصب المدير العام لمنظمة التجارة العالمية (WTO). يسر إدارة بايدن-هاريس أن تعرب عن دعمها القوي لترشيح الدكتورة نجوزي أوكونجو إيويالا لمنصب المدير العام القادم لمنظمة التجارة العالمية». تم تعيين نجوزي بالإجماع في منصب المدير العام التالي في 15 فبراير.
في أوائل عام 2021، تم تعيين نجوزي كرئيس مشارك، جنبًا إلى جنب مع ثارمان شانموجاراتنام ولورانس سامرز، للجنة المستقلة رفيعة المستوى (HLIP) بشأن تمويل المشاعات العالمية للتأهب للوباء والاستجابة لها، والتي أنشأتها مجموعة العشرين.

## نشاطات أخرى

### وكالات الحكومة
- الوكالة اليابانية للتعاون الدولي (JICA)، عضو المجلس الاستشاري الدولي (منذ 2017).[59]

### منظمات دولية
- البنك الآسيوي للاستثمار في البنية التحتية (AIIB)، عضو اللجنة الاستشارية الدولية (منذ 2016).[60]
- التحالف العالمي للقاحات والتحصين، رئيس مجلس الإدارة (منذ 2016).[40]
- مفتشو الضرائب بلا حدود لمنظمة التعاون والتنمية في الميدان الاقتصادي / برنامج الأمم المتحدة الإنمائي (TIWB)، عضو مجلس الإدارة.[61]
- البنك الإفريقي للتنمية، عضو سابق في مجلس المحافظين (2003-2006، 2011-2015).[62]
- صندوق النقد الدولي (IMF)، عضو اللجنة الدولية للشؤون النقدية والمالية (2003-2006، 2011-2015).[63]
- رئيس لجنة التنمية المشتركة بين البنك الدولي وصندوق النقد الدولي (2004).[64]

### مجالس الشركات
- دانون، عضو لجنة البعثة (منذ 2020)[65][66]
- تويتر، عضو مجلس الإدارة (منذ 2018)[67][68]
- ستاندرد تشارترد، عضو مستقل غير تنفيذي في مجلس الإدارة (منذ 2017).[69]
- لازارد، مستشار أول (منذ 2015).[70]

### منظمات غير ربحية
- مؤسسة كارنيغي للسلام الدولي، عضو مجلس الأمناء (منذ 2019).[71]
- منتدى بلومبرغ للاقتصاد الجديد، عضو المجلس الاستشاري (منذ 2018).[72]
- نتائج التنمية (R4D)، عضو مجلس الإدارة (منذ 2014).[73][74]
- المرأة العالمية المصرفية، عضو في المجلس الاستشاري لأفريقيا (منذ 2014).[75]
- الفريق ب، عضو (منذ 2013).[76][77]
- أصدقاء الصندوق العالمي لأفريقيا، عضو مجلس الإدارة (منذ عام 2007).[78]
- النزاهة المالية العالمية (GFI)، عضو المجلس الاستشاري (منذ 2007).[79]
- القدرة الإفريقية للمخاطر، رئيس مجلس الإدارة.[80]
- الجامعة الأفريقية للعلوم والتكنولوجيا، رئيس مجلس الإدارة.[70]
- معهد جورجتاون للمرأة والسلام والأمن، عضو المجلس الاستشاري.[81]
- تحالف الأعمال العالمي للتعليم، عضو المجلس الاستشاري.[82]
- معهد مانديلا للدراسات الإنمائية (MINDS)، عضو المجلس الاستشاري.[83]
- ميرسي كوربس، عضو مجلس القيادة العالمي.[84]
- مؤسسة روكفلر، عضو مجلس الأمناء (2008 - 2018).[85][86]
- مؤسسة نيلسون مانديلا، رئيس مجلس الإدارة.[87]
- حملة واحدة، عضو مجلس الإدارة.[88]
- مدرسة أكسفورد مارتن، عضو المجلس الاستشاري.[89]
- الأصوات الحيوية، عضو المجلس الاستشاري العالمي.[90]
- المنتدى الاقتصادي العالمي، مؤسسة القادة العالميين الشباب، عضو سابق في مجلس الإدارة.[86]

## التكريم

### الجوائز
حصلت نجوزي على العديد من الجوائز والأوسمة. تم تصنيفها كواحدة من أعظم 50 قائدًا في العالم (فورتشن، 2015)، كأفضل 100 شخصية مؤثرة في العالم (تايم، 2014)، أفضل 100 مفكر عالمي (فورين بوليسي، 2011 و 2012)، أقوى 100 امرأة في العالم (فوربس، 2011، 2012، 2013 و 2014)، أقوى 3 نساء في إفريقيا (فوربس، 2012)، أفضل 10 نساء مؤثرات في إفريقيا (فوربس، 2011)، أفضل 100 امرأة في العالم (الجارديان، 2011)، أفضل 150 امرأة في العالم (نيوزويك، 2011)، أفضل 100 شخصًا ملهمًا في العالم يقدمون خدمات للفتيات والنساء (Women Deliver، 2011). أدرجتها شركة كوند ناست الدولية ضمن 73 شخصية مؤثرة في مجال الأعمال في العالم.
في عام 2019، تم انتخاب نجوزي عضوا في الأكاديمية الأمريكية للفنون والعلوم. كما حصلت على مرتبة الشرف الوطنية العالية من جمهورية كوت ديفوار وجمهورية ليبيريا. وهي أيضًا حاصلة على لقب قائد نيجيريا للجمهورية الفيدرالية (CFR). تشمل الأوسمة أيضاً:
- 2020 - أفريقي العام، فوربس أفريقيا.[97]
- 2017 - جائزة فانجارد، جامعة هوارد[98]
- 2017 - جائزة التمكين الاقتصادي للمرأة، WEConnect International[99]
- 2017 - جائزة مادلين ك.ألبرايت للتنمية العالمية، معهد آسبن[100]
- 2016 - جائزة Power with Purpose، Devex Development Communications Network[101]
- 2016 - جائزة العدالة العالمية، مبادرة الإنصاف العالمية[102]
- 2014 - جائزة ديفيد روكفلر للقيادة الوسيطة[103]
- 2011 - الميدالية الذهبية لرئيس الجمهورية الإيطالية، مركز بيا مانزو[99]
- 2011 - جائزة القيادة العالمية، مجلس شيكاغو للشؤون العالمية[104]
- 2010 - جائزة القيادة العالمية، كلية الشؤون الدولية والعامة بجامعة كولومبيا[105]
- 2010 - جائزة المطران جون ت. ووكر للخدمة الإنسانية المتميزة[106]
- 2004 - جائزة الأبطال الأوروبيين لمجلة تايم[107]
- 2004 - أفضل وزير مالية للعام، مجلة Africa Investor.[108]
- 2005 - وزير المالية العام لإفريقيا والشرق الأوسط، ذا بانكر.[85]
- 2005 - جائزة وزير المالية العالمي للعام، يوروموني[109]
- 2005 - وزير المالية العام لإفريقيا والشرق الأوسط، مجلة الأسواق الناشئة[99]

### شهادات فخرية
حصلت نجوزي على درجات فخرية من 14 جامعة حول العالم، بما في ذلك بعض الجامعات المرموقة:
- جامعة بنسلفانيا (2013)،[110]
- جامعة ييل (2015)،[111]
- كلية أمهيرست (2009)[112]
- كلية ترينيتي، دبلن (2007)[113]
- جامعة براون (2006)،[114]
- كولبي كوليدج (2007)،[115]
- جامعة شمال الكاريبي، جامايكا.[116]

وقد حصلت أيضًا على درجات علمية من مجموعة من الجامعات النيجيرية بما في ذلك جامعة أبيا الحكومية وجامعة دلتا ستيت وأبراكا وجامعة أودودوا وجامعة بابكوك وجامعات بورت هاركورت وكالابار وإيفي (جامعة أوبافيمي أوولوو). في عام 2019 تم منح نجوزي درجة فخرية من جامعة تل أبيب.

## معرض الصور

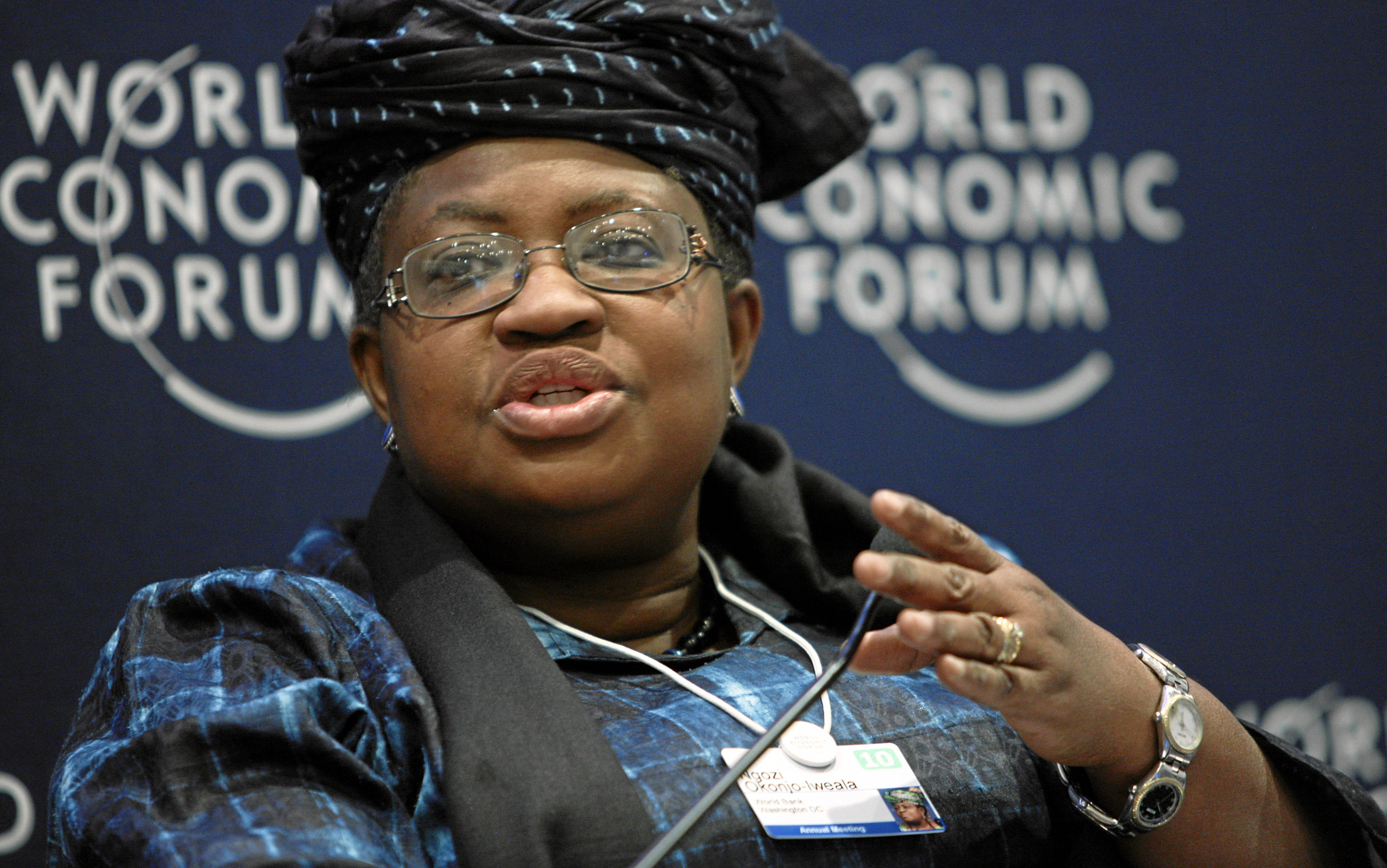
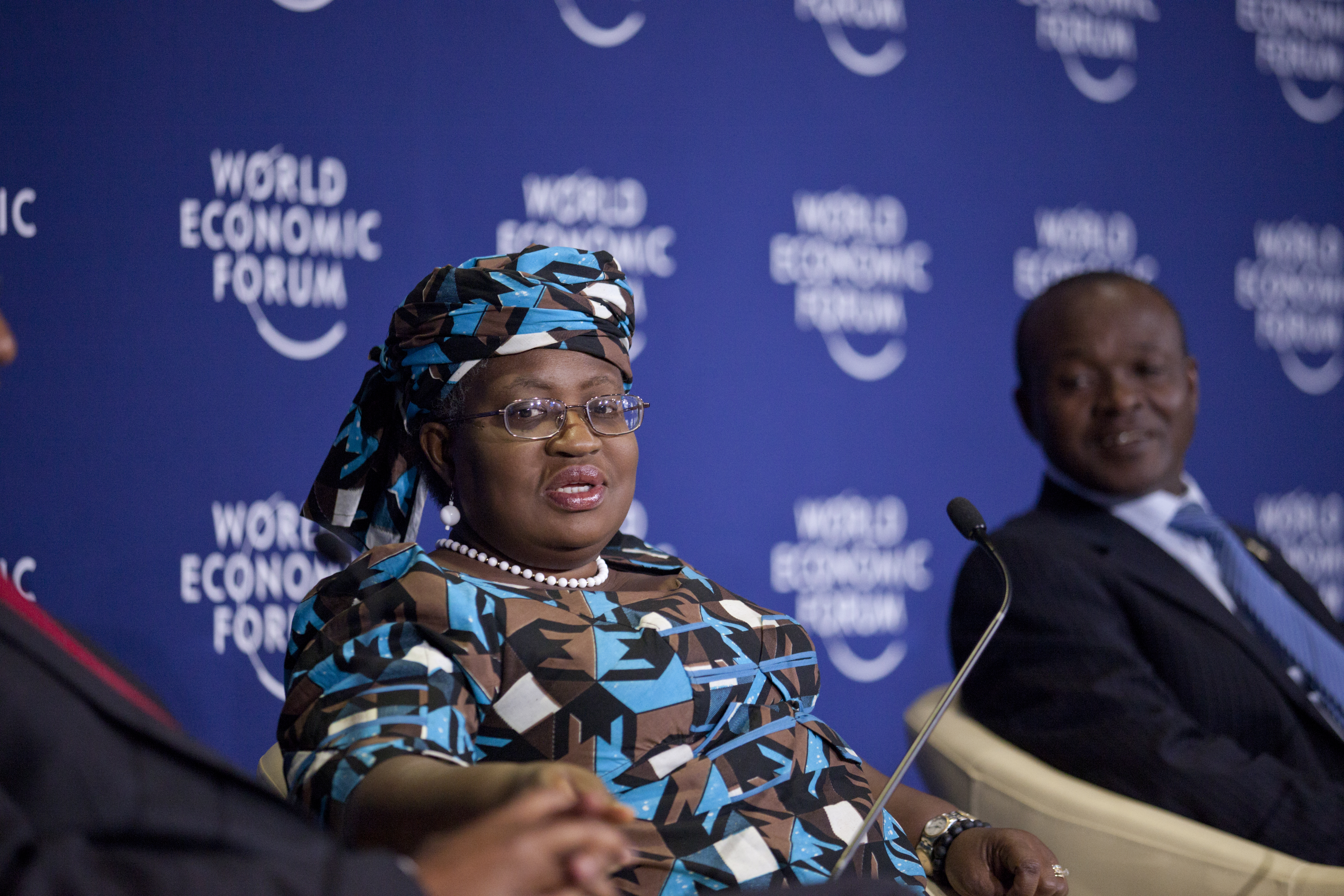
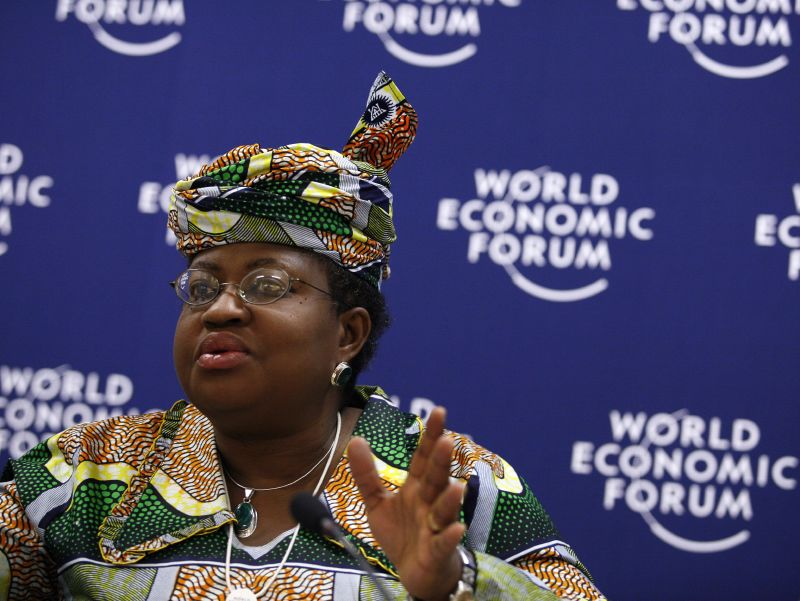
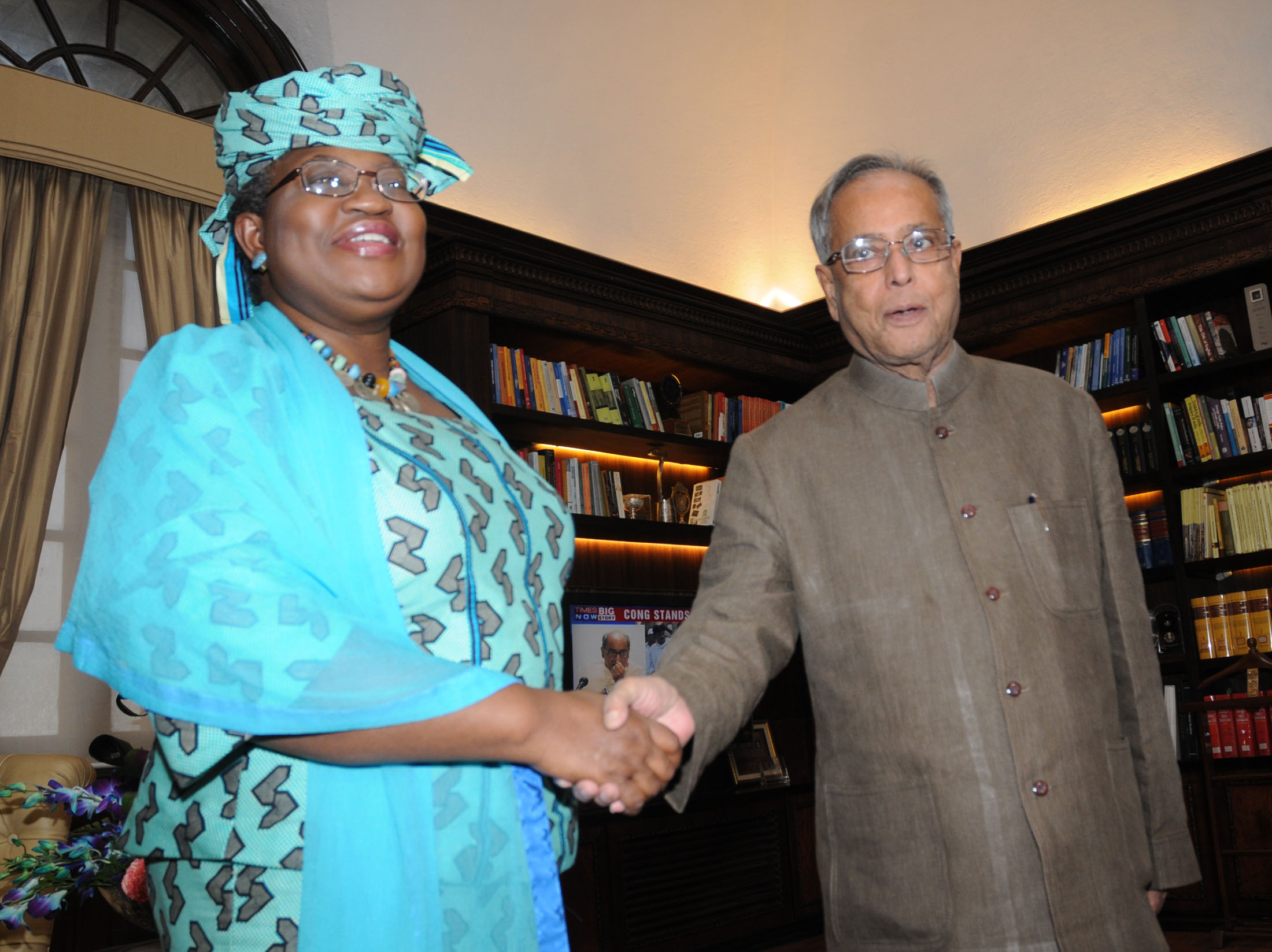
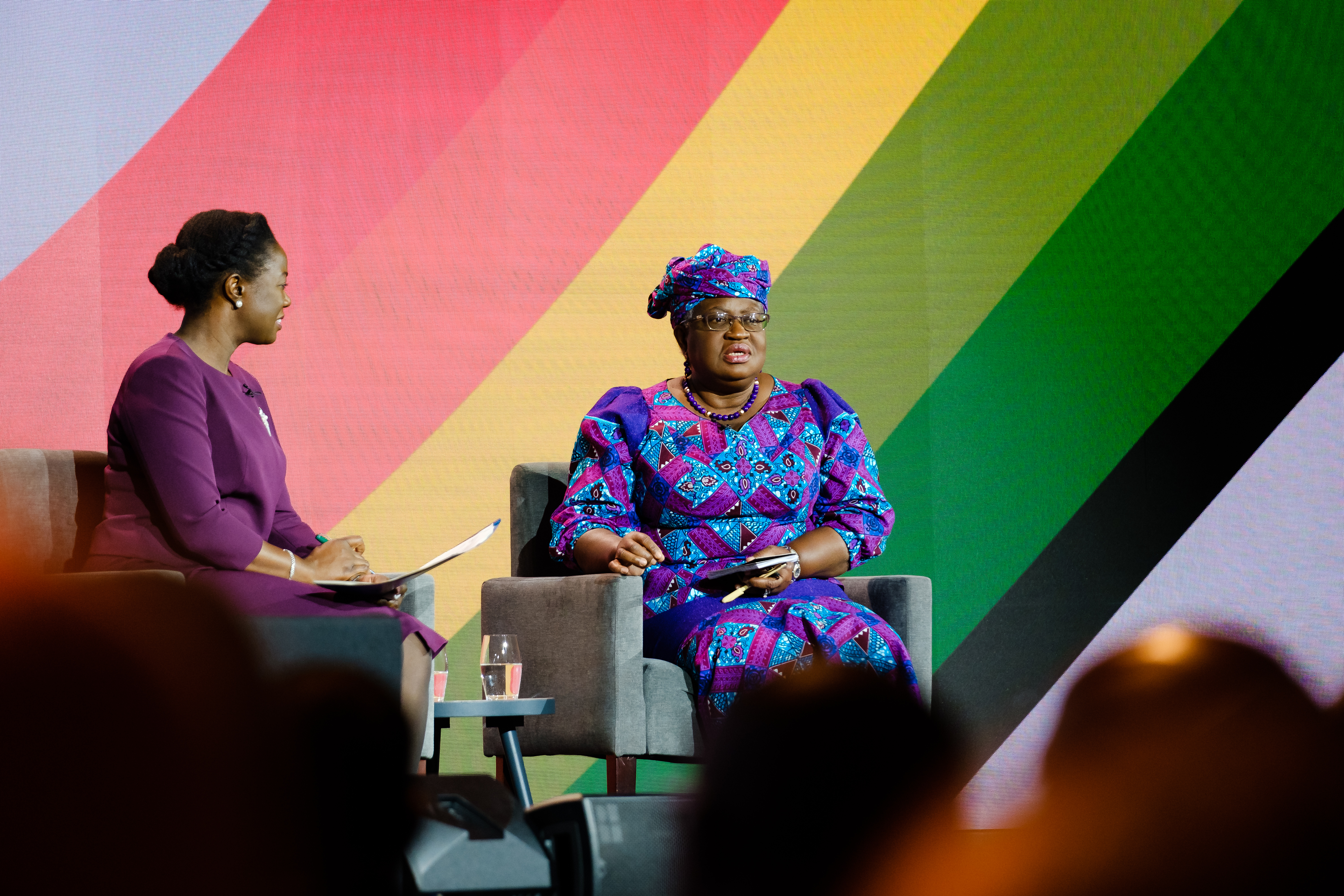
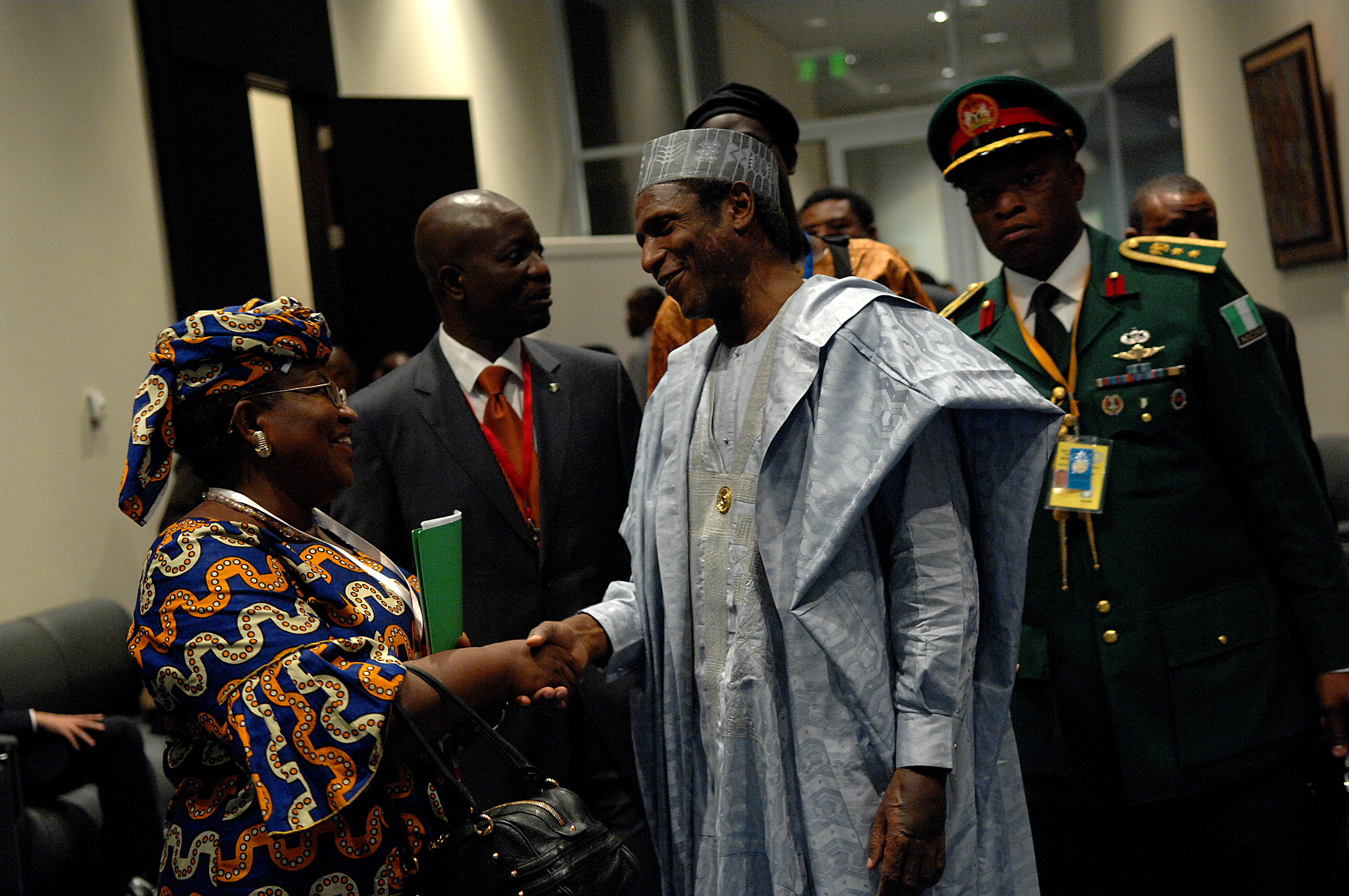
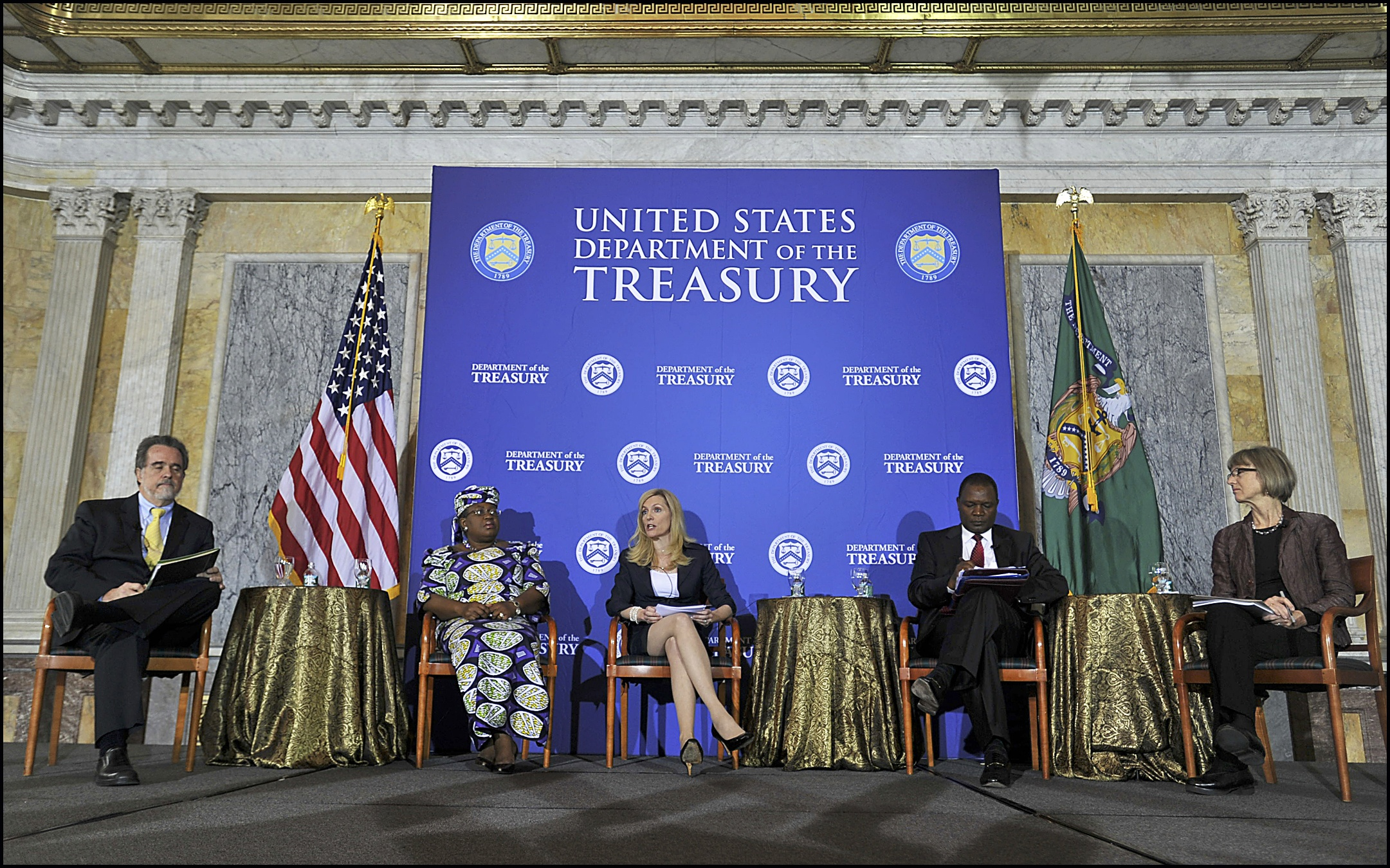
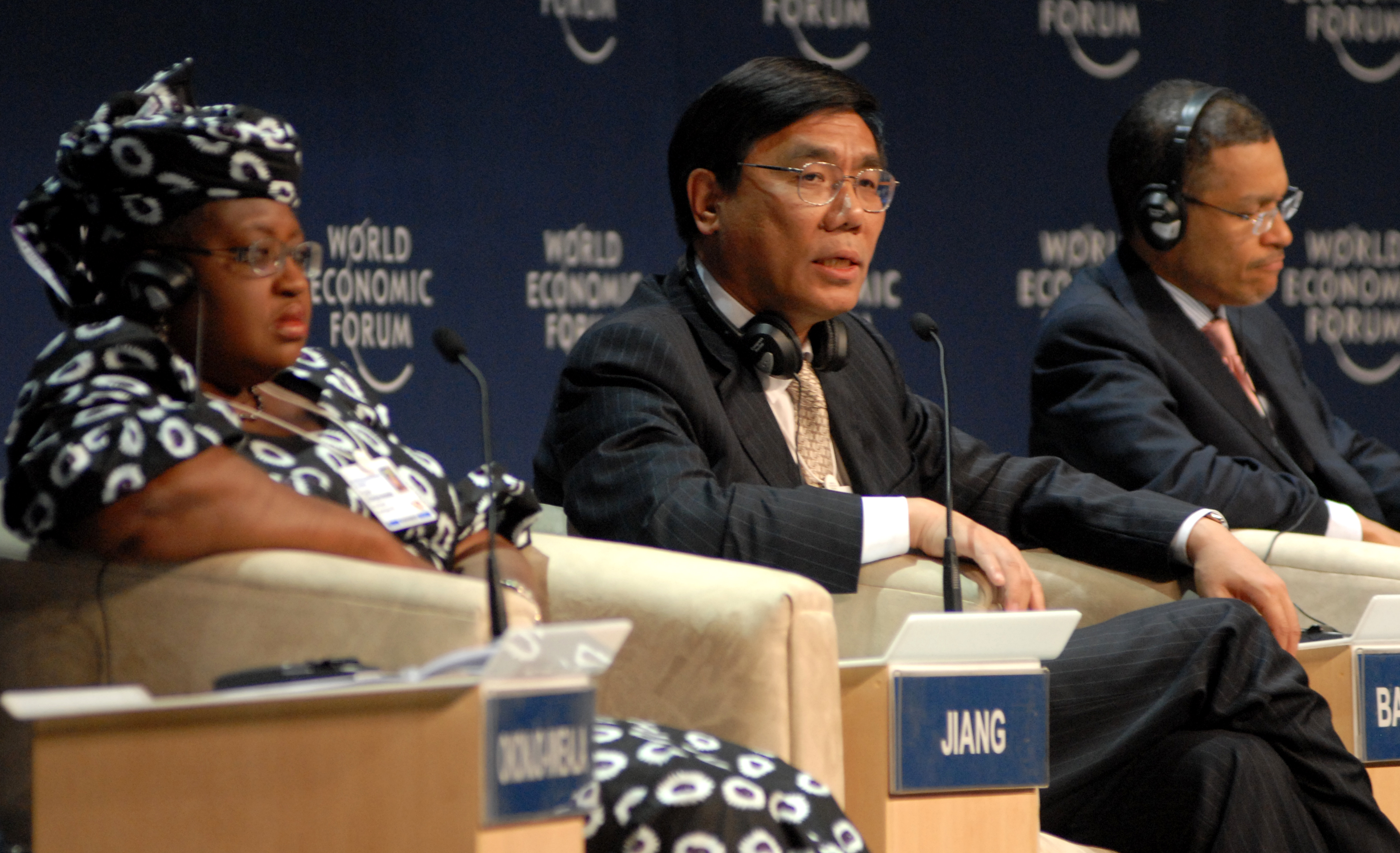
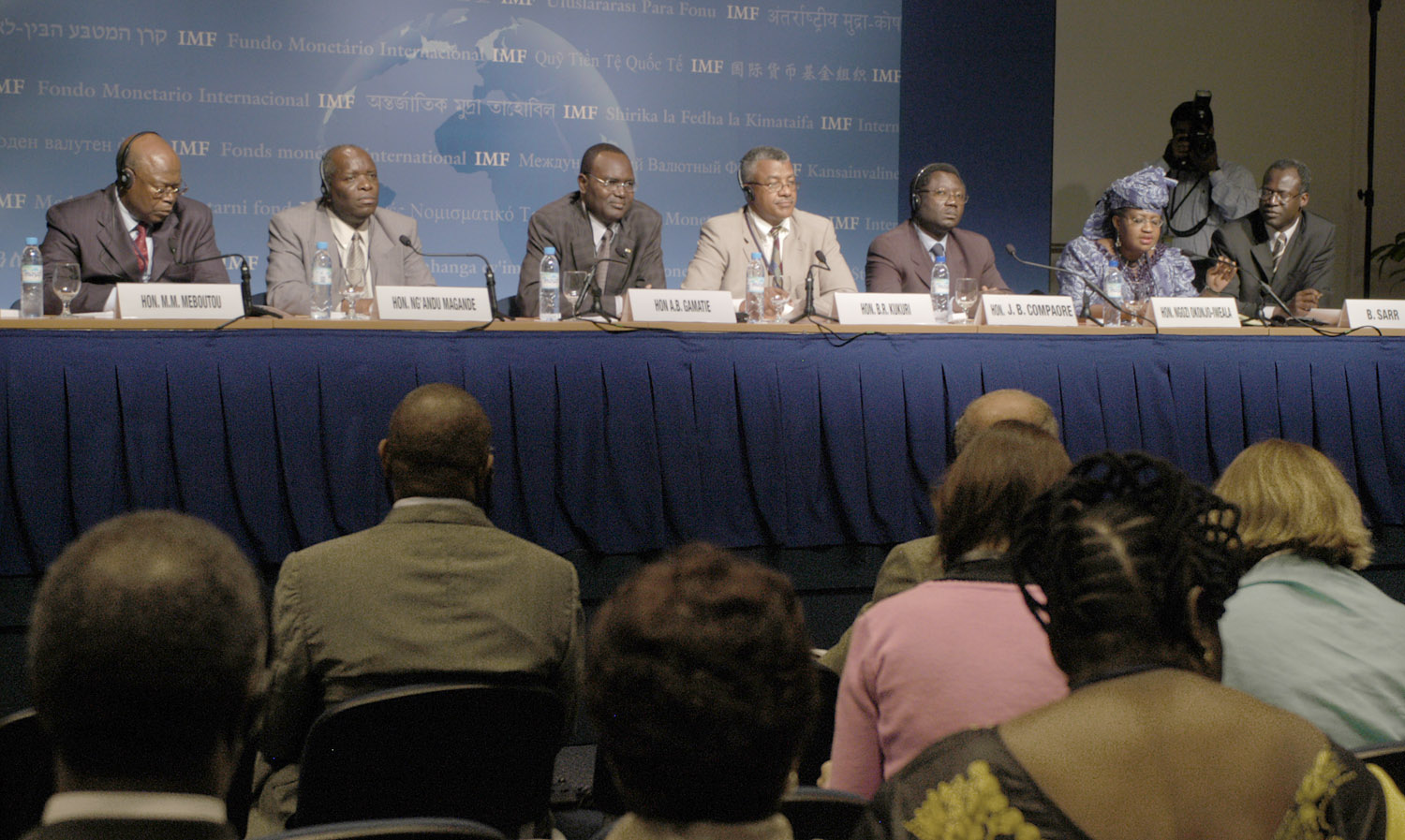

## روابط خارجية
- تقرير عن نجوزي أوكونجو إيويالا على مؤتمر تيد
- تقرير عن نجوزي أوكونجو إيويالا على سي-سبان
- تقرير عن نجوزي أوكونجو إيويالا على مجلة تايم